# The Rugby Championship 2019
El Rugby Championship 2019 fue la octava edición del torneo comenzado en 2012, que incluyó a los cuatro seleccionados de las asociaciones miembros de la SANZAAR: Argentina, Australia, Sudáfrica y Nueva Zelanda.
La edición comenzó el 20 de julio y terminó el 10 de agosto.

## Modo de disputa
El torneo fue disputado con el sistema de todos contra todos. Cada partido duró 80 minutos divididos en dos partes de 40 minutos.
Por ser año de mundial, el torneo fue de una sola ronda, a diferencia de otros años, en los que se disputan dos. 
Los cuatro participantes se agruparon en una tabla general teniendo en cuenta los resultados de los partidos mediante un sistema de puntuación, la cual se repartió:
- 4 puntos por victoria.
- 2 puntos por empate.
- 0 puntos por derrota.

También se otorgó punto bonus, ofensivo y defensivo:
- El punto bonus ofensivo se obtendría al marcar tres (3) o más ensayos que el oponente.
- El punto bonus defensivo se obtendría al perder por una diferencia de hasta siete (7) puntos.

Para determinar la posición de cada equipo, se utilizó la cantidad de puntos obtenidos y en el caso de que existiese un empate en puntos, la posición se determinaría a favor de aquel equipo que cumpliese con el siguiente listado, y de no existir diferencia, la posición se sortearía.
1. Más cantidad de victorias obtenidas.
2. Más cantidad de victorias contra el otro equipo en cuestión.
3. Mayor diferencia de puntos (puntos a favor menos puntos en contra).
4. Mayor diferencia de puntos (puntos a favor menos puntos en contra) en los partidos entre ambos equipos.
5. Mayor cantidad de tries anotados en la competencia.

## Equipos participantes
| Argentina | Australia | Nueva Zelanda | Sudáfrica  |
| --------- | --------- | ------------- | ---------- |
| Pumas     | Wallabies | All Blacks    | Springboks |

## Tabla de posiciones
| Pos. | Equipo        | Encuentros | Encuentros | Encuentros | Encuentros | Tantos | Tantos | Tantos | Bonus | Bonus | Puntos |
| Pos. | Equipo        | PJ         | PG         | PE         | PP         | F      | C      | Dif    | BO    | BD    | Puntos |
| ---- | ------------- | ---------- | ---------- | ---------- | ---------- | ------ | ------ | ------ | ----- | ----- | ------ |
| 1    | Sudáfrica     | 3          | 2          | 1          | 0          | 97     | 46     | +51    | 2     | 0     | 12     |
| 2    | Australia     | 3          | 2          | 0          | 1          | 80     | 71     | +9     | 0     | 0     | 8      |
| 3    | Nueva Zelanda | 3          | 1          | 1          | 1          | 62     | 79     | -17    | 0     | 0     | 6      |
| 4    | Argentina     | 3          | 0          | 0          | 3          | 39     | 82     | -43    | 0     | 2     | 2      |

## Resultados
BO: Punto de bonificación ofensivo.
BD: Punto de bonificación defensivo.

### Primera fecha
| 20 de julio, 17:05h (UTC+2) | Sudáfrica | BO 35 - 17 | Australia | Estadio Ellis Park, Johannesburgo                         |  |
|                             |           |            |           | Asistencia: 51 206 espectadores Árbitro(s): Paul Williams |  |

| 20 de julio, 15:05h (UTC-3) | Argentina | BD 16 - 20 | Nueva Zelanda | Estadio José Amalfitani, Buenos Aires                     |  |
|                             |           |            |               | Asistencia: 31 320 espectadores Árbitro(s): Angus Gardner |  |

### Segunda fecha
| 27 de julio, 11:45h (UTC+10) | Australia | 16 - 10 BD | Argentina | Estadio Suncorp, Brisbane                                |  |
|                              |           |            |           | Asistencia: 31 599 espectadores Árbitro(s): Ben O'Keeffe |  |

| 27 de julio, 09:35h (UTC+12) | Nueva Zelanda | 16 - 16 | Sudáfrica | Estadio Westpac, Wellington                           |  |
|                              |               |         |           | Asistencia: 35 213 espectadores Árbitro(s): Nic Berry |  |

### Tercera fecha
| 10 de agosto, 11:45h (UTC+8) | Australia | 47 - 26 | Nueva Zelanda | Estadio Optus, Perth                                      |  |
|                              |           |         |               | Asistencia: 61 241 espectadores Árbitro(s): Jérôme Garcès |  |

| 10 de agosto, 16:40h (UTC-3) | Argentina | 13 - 46 BO | Sudáfrica | Estadio Ernesto Martearena, Salta                        |  |
|                              |           |            |           | Asistencia: 22 190 espectadores Árbitro(s): Romain Poite |  |

| Bandera de Sudáfrica |
| Campeón Sudáfrica    |
| Cuarto título        |